# Alberto Bastos Lopes
Pour les articles homonymes, voir Bastos.
Alberto Bastos Lopes, de son nom complet Alberto Carlos Bastos Lopes, né le 22 octobre 1959 à Loures, est un footballeur portugais qui jouait au poste de défenseur, avant de devenir entraîneur.

## Biographie

### Vie personnelle
Il a notamment un frère, lui aussi footballeur, António Bastos Lopes, qui a également joué en faveur du Benfica.

### En club
Formé au Benfica, Alberto Bastos Lopes commence sa carrière professionnelle en 1976. Il joue un total de 41 matchs pour l'équipe principale du Benfica, marquant un but, et remporte plusieurs titres majeurs, notamment trois championnats portugais en 1981, 1983 et 1984. et deux Coupes du Portugal en 1981, 1983.
Il dispute 2 rencontres de Coupe des vainqueurs de coupe (un match aller-retour contre le Dinamo Zagreb) lors de la saison 1980-1981.
Il joue une rencontre de Coupe des clubs champions en 1981-1982 contre le Bayern Munich, le club lisboète est éliminé à l'issue de cette rencontre.
L'année suivante, comme son frère António, Alberto Bastos Lopes dispute la campagne européenne en Coupe UEFA 1982-1983 : il joue trois matchs dont la demi-finale retour contre l'Universitatea Craiova. Benfica perd en finale contre le RSC Anderlecht, mais Alberto ne joue pas en finale.
Durant la saison 1979-1980, il est prêté au Estoril Praia où il s'illustre avec 30 matchs joués et 2 buts. Par la suite, il joue pour plusieurs clubs portugais, dont le Belenenses, le FC Penafiel, et le SC Braga, où il réalise certaines de ses meilleures performances en marquant 3 buts en 32 rencontres sur deux saisons,.
Il termine sa carrière professionnelle au Atlético CP et à l'Fafe en 1988-1989,.

### En sélection
Bastos Lopes représente le Portugal dans plusieurs catégories de jeunes. Il joue 4 matchs lors de la Coupe du monde U20 en 1979.
Il participe au Tournoi de Toulon en 1981 et 1982, marquant un but à chacune des éditions.

### Carrière d'entraîneur
Après sa carrière de joueur, Alberto Bastos Lopes se lance dans une carrière d'entraîneur, principalement en clubs portugais. Il entraîne notamment le SU Sintrense à deux reprises et les équipes de jeunes du Benfica. Il passe également par des clubs comme le 1° Dezembro, le Lourinhanense (en) ou encore l'AC Malveira (en).

### Palmarès
Benfica Lisbonne
- Championnat du Portugal :  
  - Vainqueur : 1980-81, 1982-83 et 1983-84.
- Coupe du Portugal :  
  - Vainqueur : 1980-81, 1982-83
- Supercoupe du Portugal :  
  - Vainqueur : 1980